# Overwinningsmedaille (Roemenië)
De Overwinningsmedaille, (Roemeens: "Medalia victorie") ook wel "Inter-Allied Victory Medal" genoemd, is de Roemeense uitvoering van de Intergeallieerde Medaille die na de overwinning in de Eerste Wereldoorlog aan ongeveer 300.000 Roemeense veteranen werd uitgereikt.
Het instellingsbesluit van koning Ferdinand I van Roemenië is op 20 juli 1921 gedateerd. De nadere bepalingen over wie recht op deze medaille zou hebben werden in een ministerieel besluit vervat..
De geallieerden hadden afgesproken dat het zijden lint van al hun overwinningsmedailles gelijk zou zijn. Ook de medaille van Roemenië kreeg daarom de kleuren van de regenboog.

## De Roemeense medaille

### Voorwaarden
Om voor de medaille in aanmerking te komen moest tussen 28 augustus 1916 en 31 maart 1921 als strijder aan het front hebben gediend. Een minimumtermijn werd niet gegeven. De Roemeense minister stelde vast dat iedereen die vocht en al diegenen die de gevechten in een traditioneel aan de gevechtskracht gelieerde rol bijdroeg, zoals "onderhoudspersoneel van vliegtuigen, brancarddragers, artsen, hospitaalpersoneel en aalmoezeniers" ook voor de medaille in aanmerking kwamen.
Ook bevelhebbers van artillerie-eenheden, korpsen, divisies, stafchefs van korpsen en divisies en stafofficieren die aan het front hun plicht deden kwamen voor de medaille in aanmerking.
De met de Orde van Michaël de Dappere onderscheiden officieren ontvingen automatisch ook de Overwinningsmedaille. Militaire Attachés werden van decoratie met de Overwinningsmedaille uitgesloten.
De regering liet weten dat aan de bovenstaande bepalingen strikt de hand moest worden gehouden. De militaire autoriteiten moesten er zorg voor dragen dat de medaille niet zou worden toegekend aan personen die ver van het front waren gebleven.
De oorlog tussen de geallieerden en de Centralen aan het front in de Balkan was in november 1918 officieel beëindigd. Dat het besluit de datum van 31 maart 1921 noemt hangt samen met de schermutselingen die na de wapenstilstand hadden plaatsgevonden, met name in het na de oorlog door Roemenië geannexeerde, eerder tot Hongarije behorende, Transsylvanië.

## De Overwinningsmedaille
De Roemeense medaille is van brons en heeft een diameter van 36 millimeter. De medaille, gegraveerd door de Roemeense beeldhouwer Constantin Kristescu, werd in Parijs gemaakt door Arthus Bertrand. In Roemenië bestond in 1921 geen Rijksmunt. Het idee voor de vormgeving kwam, zo blijkt diens dagboek, van Koning Ferdinand zelf.
Op de voorzijde is de godin Victoria afgebeeld. De gevleugelde godin heeft in haar uitgestrekte linkerarm een tak en zij houdt een zwaard in haar neergestrekte rechterhand. De officiële medailles dragen op de keerzijde de aanduiding "BRONZE" in kleine letters en de onopvallende ingekraste signatuur "KRISTESKO". 
Op de keerzijde staat "MARLE RAZEBOI PENTRU CIVILIZATIE" binnen een zware keten. Op de schakels van de keten staan de namen van de geallieerde en geassocieerde landen; ROMANIA, ITALIA, FRANTA, ANGLIA, BELGIA, GRECIA, JAPONIA, SERBIA, RICA en CHINA. In het midden van de keerzijde is een met lauweren en eikenblad versierde rechtopstaande strijdbijl met twee bladen afgebeeld.
De medaille werd aan een 39 millimeter breed lint in de kleuren van de regenboog op de linkerborst gedragen. Het lint van de Roemeense medailles is vrij grof uitgevoerd en verschilt van producent tot producent sterk van kwaliteit. Dat geldt ook voor de medailles die door Roemeense firma's werden nageslagen.
Behalve de 12 verschillende oude kopieën. bestaan ook moderne vervalsingen.